# Парад конной гвардии

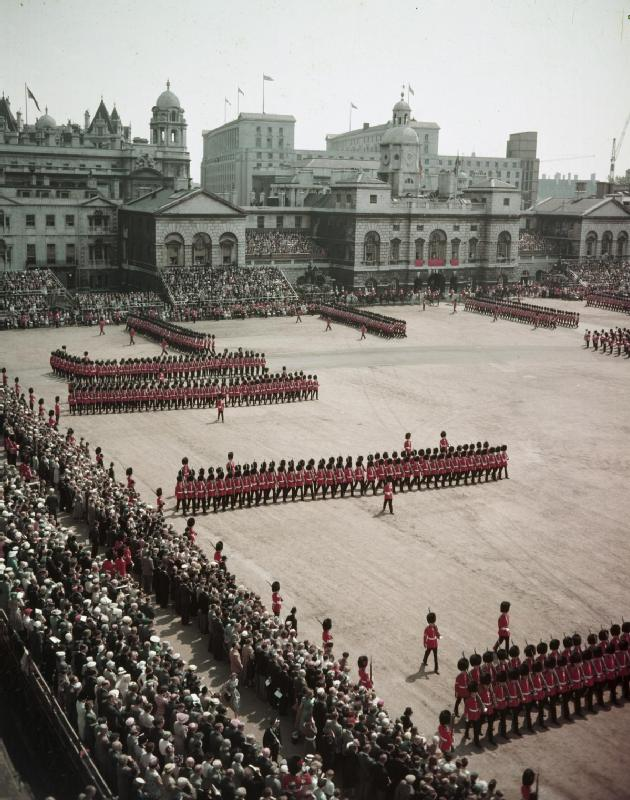
Праздник выноса знамени на параде конной гвардии в 1956 году

Парад конной гвардии (англ. Horse Guards Parade) — большой плац-парад у Уайтхолла в центре Лондона (по координатной сетке TQ299800). Это место проведения ежегодных церемоний поднятия знамени, которые приурочены к официальному дню рождения короля, и победоносному отступлению.
Во времена Генриха VIII парад конной гвардии базировался на месте, где ранее находился закрытый внутренний двор дворца Уайтхолл, и там же проводили турниры (в том числе рыцарские). На нём также ежегодно отмечался день рождения королевы Елизаветы I. С XVII века территория использовалась для проведения различных смотров, парадов и других церемоний.
Соседнее здание конной гвардии когда-то было штаб-квартирой британской армии. Артур Уэлсли, 1-й герцог Веллингтон, служил в конной гвардии, когда был главнокомандующим вооружёнными силами. Нынешний генерал, командующий Лондонским округом, по-прежнему занимает тот же кабинет и сидит за тем же столом. В здании Веллингтона также были жилые помещения, которые сегодня используются в качестве офисов.
17 и 18 июня 2009 года на параде конной гвардии состоялся 1-й чемпионат Лондона по поло, в котором приняли участие команды со всего мира.
В воскресенье, 20 июля 2014 года, на временной арене состоялись юбилейные игры Сейнсбери.